# Baptiste Desthieux
Baptiste Desthieux (* 8. Juni 1985) ist ein ehemaliger französischer Biathlet und heutiger Biathlontrainer. Er ist (Stand: Sommer 2025) Trainer der französischen B-Mannschaft (IBU-Cup-Team) der Frauen.
Baptiste Desthieux lief seine ersten internationalen Junioren-Weltcuprennen 2006 in Ridnaun. Seit 2007 wird er im Herrenbereich eingesetzt. Sein erstes Europacup-Rennen bestritt Desthieux in Cesana San Sicario, wo er 48. eines Einzels wurde. In der Folgezeit platzierte sich der Franzose meist im Bereich der Plätze 15 bis 30, selten besser oder schlechter. Bei den Sommerbiathlon-Weltmeisterschaften 2008 in der Haute-Maurienne belegte er bei den Crosslauf-Wettbewerben die Plätze elf im Sprint und 18 in der Verfolgung. Das nächste Großereignis wurden die Biathlon-Europameisterschaften 2009 in Ufa. Dort lief Desthieux auf die Plätze 42 im Sprint und 37 in der Verfolgung. Nach dieser Saison beendete er seine Karriere.
Sein Bruder Simon war ebenfalls als Biathlet aktiv.